# Charles Grant (personnalité politique)
Pour les articles homonymes, voir Grant.
Charles Grant est un homme d’État et philanthrope écossais, né en 1746 et mort en 1823.

## Biographie
Charles Grant est successivement président du bureau du commerce à Calcutta (1787), l’un des directeurs de la compagnie des Indes (1793), membre de la Chambre des communes (1802-1819). 
Il lutte constamment contre la politique envahissante de ses compatriotes dans l’Inde et contribue beaucoup aux progrès du christianisme au moyen des sociétés bibliques. L’Écosse lui doit la création de plus de 150 écoles des dimanches et une foule d’établissements de bienfaisance. 
Enfin, il est directeur de la compagnie de la mer du Sud, seconde Wilberforce dans ses efforts pour amener l’émancipation des noirs, prend une part active au prompt achèvement du grand canal Calédonien et contribue à faire exécuter 400 ponts et 1,000 routes dans les highlands. 

## Œuvre
On a de lui un ouvrage intitulé : Observations sur l’état social des sujets asiatiques de la Grande-Bretagne (Londres, 1797).

## Source
« Charles Grant (personnalité politique) », dans Pierre Larousse, Grand dictionnaire universel du XIXe siècle, Paris, Administration du grand dictionnaire universel, 15 vol., 1863-1890 [détail des éditions].